# Tennōji-ku
Tennōji-ku (天王寺区?) è uno dei 24 quartieri di Ōsaka, in Giappone.